# Leyes de España sobre privacidad
En España se han promulgado una serie de leyes y normas con el objetivo de la protección de la privacidad y de la intimidad de los ciudadanos. A continuación, se describen las normas más importantes.

## Constitución española de 1978
El Artículo 18.4 establece: "La ley limitará el uso de la informática para garantizar el honor y la intimidad personal y familiar de los ciudadanos y el pleno ejercicio de sus derechos".

## Ley 9/2014
La Ley 9/2014, «Ley General de Telecomunicaciones» fue promulgada el 10 de mayo de 2014.  En ella se regulan las obligaciones de servicio público, que se imponen a los explotadores de redes públicas y prestadores de servicios de telecomunicaciones disponibles para el público, garantizando así la protección del interés general en un mercado liberalizado. Se incluyen, entre otras, disposiciones de los datos personales y el cifrado, dirigida a garantizar técnicamente los derechos fundamentales constitucionalmente reconocidos.

## Ley orgánica 15/1999
La Ley Orgánica 15/1999, de «Protección de Datos de Carácter Personal» (LOPD), fue promulgada el 13 de diciembre de 1999, y publicada en el BOE el 14 de diciembre del mismo año. Esta ley es de aplicación a todos los datos de carácter personal, entendidos como tales "cualquier información concerniente a personas físicas identificadas e identificables", que sean susceptibles de tratamiento, y a toda modalidad de uso posterior de estos datos. Se aplica tanto a los ficheros y tratamientos de datos de carácter personal realizados por los responsables de los ficheros de titularidad pública como privada, y en ella se recogen una serie de medidas de obligado cumplimiento para todas las empresas y entidades públicas, que dispongan de datos de carácter personal, independientemente del soporte en el cual son almacenados.